# Autoestrada A39
Die Autoestrada A39 ist eine Autobahn in Portugal. Die Autobahn beginnt und endet in Barreiro.

## Größere Städte an der Autobahn
- Barreiro